# NK Bednja Beletinec
Nogometni klub Bednja Beletinec hrvatski je nogometni klub iz Beletinca. U sezoni 2024./25. se natječe u Elitnoj ŽNL Varaždin.
Klub je osnovan 1976. godine i od tada nastupa pod istim imenom.

## Klupski uspjesi
Godine 1996. NK Bednja slavila dvostruki naslov prvaka. Naime, te su godine titulu najbolje momčadi u natjecanju 4. HNL – Sjever A odnijeli i seniori i juniori NK Bednje.[nedostaje izvor]
U sezoni 2014./15. Bednja je prvi puta u svojoj povijesti odnijela titulu pobjednika u finalu županijskog kupa Županijskog nogometnog saveza Varaždin, svladavši nakon boljeg izvođenja jedanaesteraca momčad Poleta iz Cestice. Ovaj uspjeh Bednji je donio pravo nastupa u pretkolu Hrvatskog nogometnog kupa u sezoni 2015./16. Na svojem su terenu Belentičani uspješno preskočili prvu prepreku, svladavši momčad Primorca iz Biograda na Moru, boljim izvođenjem jedanaesteraca (5:3). U šesnaestini finala Bednja je još jednom bila domaćin, kad je ugostila prvoligaša Rijeku. Rijeka je pobijedila rezultatom 10:0.

## Vanjske poveznice
- Profil, Facebook
- Profil, HNS Semafor